# アイラ・サマーヘイズ
サマーヘイズ・アイラ（2008年11月24日 - ）は、日本の子役、タレント。INCENT GROUP所属。神奈川県出身。

## 人物
- 別名義、アイラ・サマーヘイズ。
- アメリカ人と日本人のハーフ、バイリンガルである。
- 身長156cm、靴サイズ24.5。趣味は読書、大人塗り絵。特技は空手。[1]

1. ↑  “INCENT GROUP Official Site”. incent.jp. 2024年1月31日閲覧。

## 出演

### テレビ出演
- ゴー!ゴー!キッチン戦隊クックルン（2017年4月3日 - 2019年3月29日、NHK Eテレ）-マロン 役
- 幻解!超常ファイルダーク・サイドミステリー-フランス革命期にシャルル＝アンリ・サンソンに処刑された少女役

### CM
カインズ　「取っ手が取れる焦げ付きにくいフライパン+ホイル」「取っ手が取れる焦げ付きにくいフライパン」
- キューピードレッシング「サラダガールズ行進篇」
- ABCマート「NUOVO PLATサンダル」「スノーブーツ」
- NEC「空港ソリューション篇」
- ライオン「ソフラン アロマリッチ」
- 紳士服AOKI「AOKI祭」
- ユニー「クリスマスサーモン」
- SONY PS4

### 雑誌
- 学研
  - 「ディズニーといっしょブック」
  - 「ディズニープリンセス らぶ＆きゅーと」

### カタログ
- 日生協「すくすく応援団」
- ベルメゾン「child」
- ニッセン「kids　n」
- 伊勢丹新宿店 七五三2016

### その他
- スポーツクラブ「メガロス」スチール
- ベネッセこどもチャレンジDVD2016
- ミキハウス 新入学スチール
- トイザらス ハロウィンコスチュームスチール